# Kārlis Būmeisters
Kārlis Būmeisters (művésznevén Kaža, Riga, 1986. december 13. –) lett énekes, zenész.
Tanulmányait a Lett Egyetem közgazdaság-tudományi szakán, valamint Franciaországban végezte. 2005-ben ő és Valters Frīdenbergs képviselte Lettországot a Eurovíziós Dalfesztiválon 'The War is Not Over' című dallal, mellyel a 10. helyen végeztek. Zenei karrierjét a 'Dzeguzīte' együttesben kezdte, velük két albumot adott ki ('Sapņu pārdevējs' és 'Mr. Andersen nemelo'). 2008-ban alapította meg saját együttesét 'Kaža' néven. Ő írta a 'UgunsGrēks' lett szappanopera dalát, a 'Tici vai nē'-t. A 2010-es Lett Zenei Díjátadón a legjobb rádiós sláger díját nyerték el ezzel a dallal. 2011-ben adta ki első saját nagylemezét, 'Kaža' címmel. A 2012-es évre Lettország egyik jószolgálati nagykövetévé nevezték ki.

## Az együttese tagjai
- Uldis Beitiņš (gitár)
- Edgars Jass (gitár)
- Valters Mucinieks (szaxofon és ének)
- Didzis Lauva (billentyúk)
- Guna Paula (fuvola)
- Oskars Ozoliņš (trombita)
- Agnija és Tomass Bērenti (ének)
- Zintis Žvarts (szaxofon)
- Annija Putniņa (ének)
- Elvijs Bušs (ének)

## Fordítás
- Ez a szócikk részben vagy egészben  a   Kārlis Būmeisters című lett Wikipédia-szócikk ezen változatának fordításán alapul.  Az eredeti cikk szerkesztőit annak laptörténete sorolja fel. Ez a jelzés csupán a megfogalmazás eredetét és a szerzői jogokat jelzi, nem szolgál a cikkben szereplő információk forrásmegjelöléseként.